# پوریا کیاشمشکی
پوریا کیاشمشکی (زاده ۴ فروردین ۱۳۶۹ در تهران) اسکی‌باز اهل ایران، کاپیتان سابق تیم ملی اسکی آلپاین و یکی از مربیان ایرانی در رشتهٔ اسنوبرد است. وی از ۶ سالگی ورزش اسکی را در ماده آلپاین آغاز کرده و بعد از یک دهه فعالیت در این رشته، فعالیت خود را در ماده اسنوبرد دنبال کرده است. کیاشمشکی دانش‌آموخته کارشناسی‌ارشد رشته تربیت‌بدنی است و از ۱۳۸۷ به عنوان مربی فدراسیون اسکی معرفی شده است.

## افتخارات
- عضویت در تیم ملی اسکی ایران[۴][۵][۶]
- ۱۵ سال سابقه حضور در مسابقات قهرمانی کشور و رقابت‌های بین‌المللی[۷][۸][۹][۱۰][۱۱]
- مدال نقره مسابقات اسنوبرد قهرمانی کشور
- حضور در مسابقات انتخابی اسنوبرد ایران (پیست بین‌المللی دربندسر)
- یکی از ۸ عضو برتر لیگ اسنوبرد ایران